# NGC 3908
NGC 3908 (również PGC 36967) – galaktyka eliptyczna (E), znajdująca się w gwiazdozbiorze Lwa. Odkrył ją Lewis A. Swift 10 kwietnia 1885 roku.